# Mumij Troll
Mumij Troll (ros. Мумий Тролль) – rosyjski zespół muzyczny założony w 1983 roku przez wokalistę grupy Ilię Łagutienkę. Nazwa zespołu nawiązuje do postaci Muminków, bohaterów fińskiej pisarki Tove Jansson.

## Historia zespołu

### 1981-89: Początki
Zespół został założony przez Ilię Łagutienkę, który w dzieciństwie śpiewał w sowieckim chórze propagandowym. W 1981 roku zaczął pisać swoje pierwsze piosenki oraz je nagrywać, a rok później zdecydował się założyć we Władywostoku zespół Szok razem z basistą Władimirem Łucenką i Albertem Krasnowem. W 1983 roku grupa zmieniła nazwę na Mumij Troll, pod którą dwa lata później wydali swoją debiutancką płytę zatytułowaną Nowaja łuna apriela. Kilka miesięcy po wydaniu albumu grupa zdecydowała się na krótką przerwę w działalności z powodu wcielenia Łagutienki do Armii Sowieckiej.

### 1990-98:Delai U-UiMorskaja
Muzycy powrócili do studia nagraniowego w 1990 roku, gdzie zrealizowali drugą płytę studyjną zatytułowaną Delai U-U. Niedługo potem zespół ponownie zawiesił działalność, co było związane z pracą Łagutienki jako konsultant biznesowy firm z filiami w Londynie i Chinach.
W 1996 roku wokalista postanowił odnowić pracę formacji i nawiązał współpracę z brytyjskim producentem Chrisem Bandy’m, który ma na swoim koncie pracę z takimi zespołami, jak m.in. Cure, Duran Duran, The Rolling Stones czy Tears for Fears. Efektem współpracy została płyta zatytułowana Morskaja, która została nagrana w sierpniu 1996 roku oraz wydana w kwietniu 1997 roku. Pół roku później premierę miał kolejny album zespołu pt. Ikra. W tym samym czasie uformował się nowy skład grupy, który stworzyli: Łagutienko, basista Jewgienij Zwidionnyj oraz perkusista Oleg Pungin. Zespół wyruszył w swoją trasę koncertową po Rosji i sąsiedzkich państwach.
W 1998 roku ukazało się dwupłytowe wydawnictwo kompilacyjne muzyków zatytułowane Szamora. Prawda o Mumijach i Trołlach 1983-1990, a także ich pierwszy minialbum pt. Z Nowym Godom, Kroszka!.

### 1999-2001:Toczno rtut ałoei Konkurs Piosenki Eurowizji

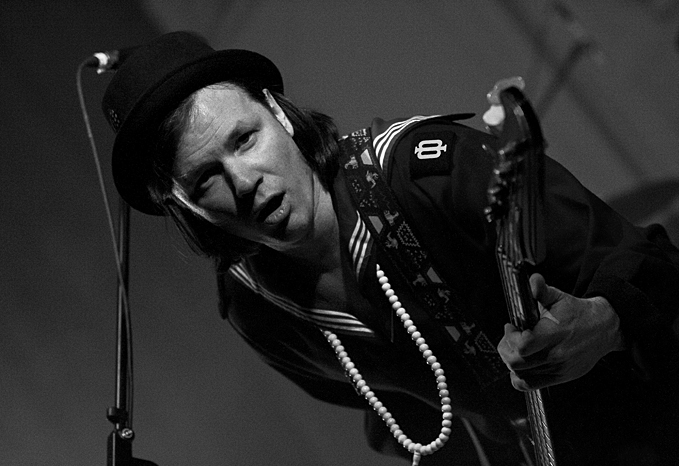
Basista zespołu Jewgienij Zwidionnyj podczas koncertu w 2003 roku

W 1999 roku ukazały się dwa single zespołu – „Niewiesta?” i „Karnawała.Niet”, które znalazły się na nowej płycie grupy zatytułowanej Toczno rtut ałoe z 2000 roku. Pozostałymi singlami promującymi krążek zostały utwory „Моja piewica” i „Biez obmana”.
W marcu 2001 roku ukazał się krążek koncertowy zatytułowany Nieobyknowiennyj koncert w Gostinom Dworie, na którym znalazł się zapis dźwiękowy występu zespołu w stołecznym Gostinyjnym Dworze. W tym samym roku zespół został wybrany wewnętrznie przez Pierwyj kanał na reprezentanta Rosji w 46. Konkursie Piosenki Eurowizji z utworem „Lady Alpine Blue”. 12 maja muzycy wystąpili w finale widowiska i zajęli ostatecznie 12. miejsce z 37 punktami na koncie. W kwietniu zagrali koncert w moskiewskim „Olimpijskij”, którego zapis audiowizualny został wydany na ich drugiej płycie koncertowej zatytułowanej Rtut ałoe XXI z 2002 roku.

### 2002-07:Mieamury,Ambai tworzenie muzyki filmowej

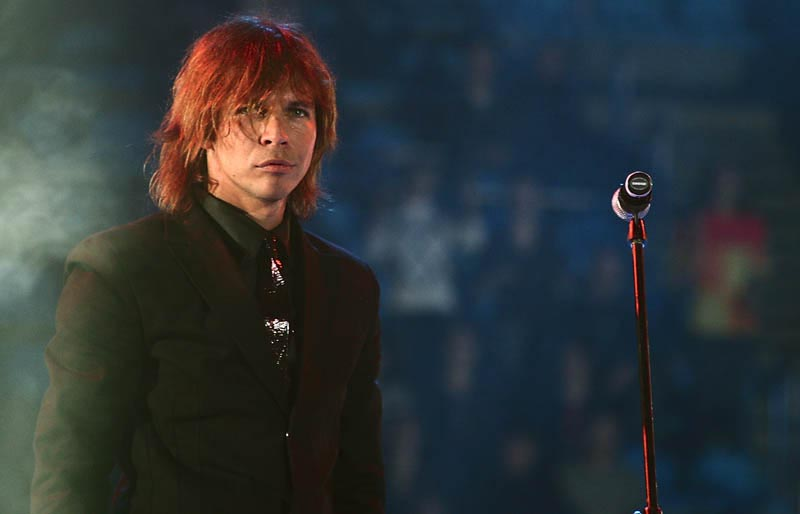
Założyciel i wokalista zespołu Ilia Łagutienko podczas koncertu w 2009 roku

W 2002 roku ukazała się ich nowa płyta zatytułowana Mieamury, która powstała we współpracy z producentem Johnem Hudsonem. Album promowany był przez single „Eto po lubwi” i „Dobroje utro, Planeta!”. Niedługo po premierze krążek uzyskał tytuł złotej płyty na Łotwie za osiągnięcie wysokich wyników sprzedaży. W tym samym roku zespół otrzymał Złoty Gramafon od rosyjskiej branży fonograficznej, a także odebrał dwie statuetki podczas gali wręczenia Nagród Radia Nasze za wygraną w kategoriach Najlepsza grupa muzyczna roku i Najlepsza piosenka roku (za utwór „Eto po lubwi”). W tym samym czasie muzycy wydali drugi album kompilacyjny zatytułowany Real Best, na którym znalazły się najpopularniejsze utwory w ich dorobku, a także napisali muzykę na oficjalną ścieżkę dźwiękową do filmu Azaziel w reżyserii Aleksandra Adabaszjana.
W 2003 roku nagrali ścieżkę dźwiękową do filmu Straż nocna, który promowany był przez singiel „Idi, ja budu”. W 2004 roku napisali muzykę do dwóch produkcji: Pochititieli knig i Nieznajka i Barrabass, a rok później wydali swoją nową płytę zatytułowaną Slijanije i pogłoszczenije. 

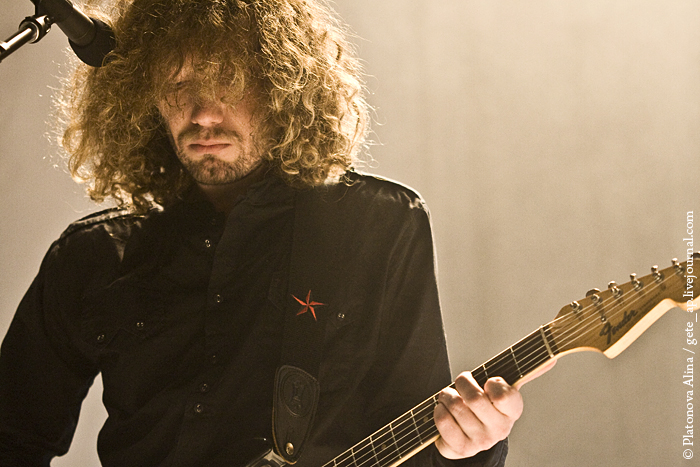
Gitarzysta zespołu Jurij Caler w 2009 roku

W 2006 roku wzięli udział w międzynarodowej gali koncertowej Stop Contrafact zorganizowanej w Moskwie w czasie szczytu krajów G8, podczas którego dyskutowano o ochronie własności intelektualnej. W tym samym roku wydali specjalne kilkupłytowe wydawnictwo kompilacyjne zatytułowane Mtmp3, które zawierało wszystkie utwory nagrane przez zespół w latach 1997-2006.
W 2007 roku nawiązali współpracę z Brettem Andersonem, byłym wokalistą zespołu Suede, z którym nagrali muzykę do filmu Paragraph 78. 7 lipca tego samego roku ukazała się kolejna płyta studyjna grupy zatytułowana Amba, na której znalazł się m.in. singiel „Biermudy” wykorzystany w ścieżce dźwiękowej filmu Dien padi.

### 2008-12:8,Comrade AmbassadoriVladivostok

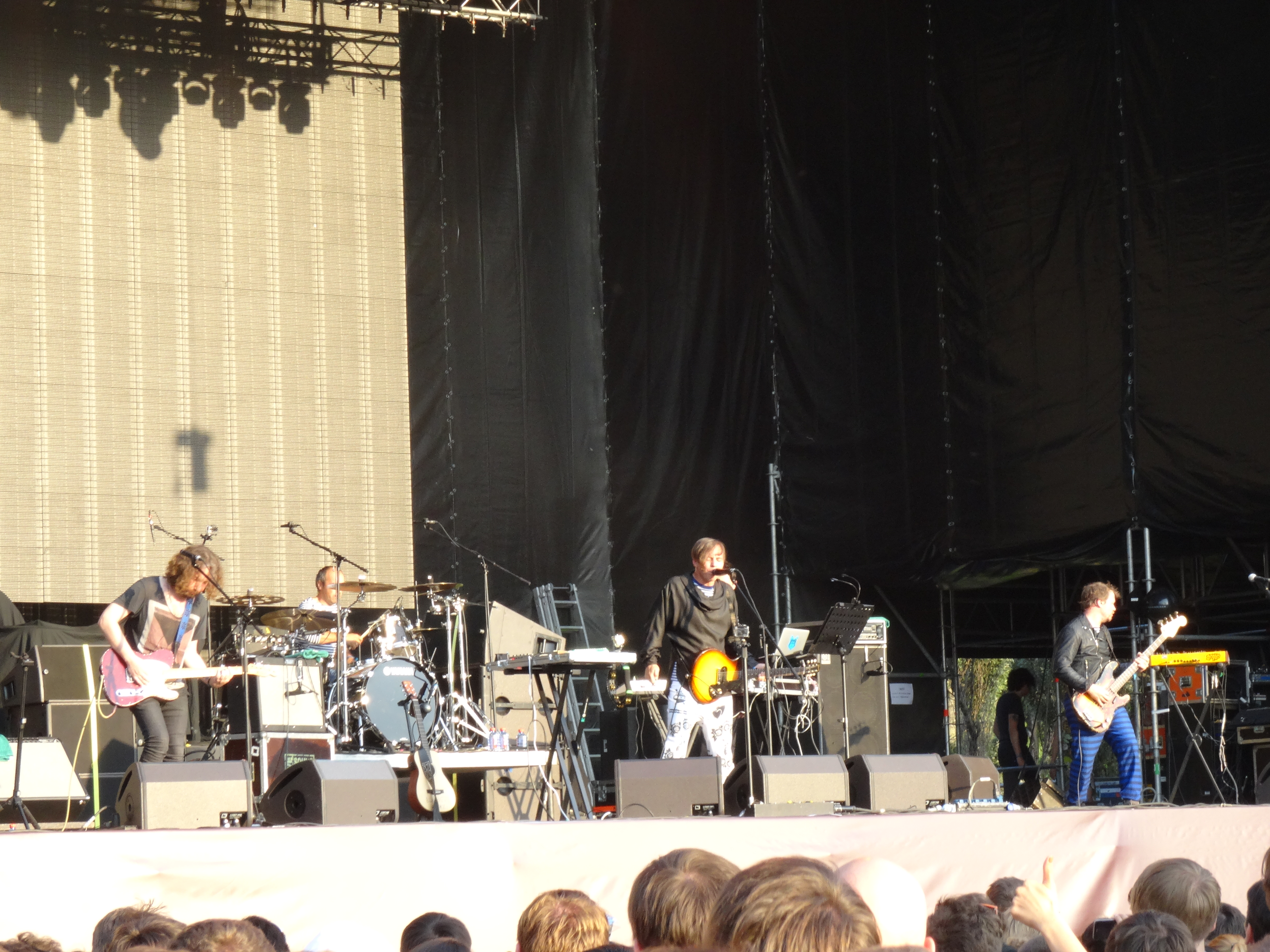
Zespół podczas koncertu w 2013 roku

W 2008 roku ukazał się nowy album długogrający zespołu zatytułowany 8, który promowany był przez singiel „Kontrabanda”. W kwietniu kolejnego roku muzycy wydali swoją pierwszą anglojęzyczną płytę studyjną zatytułowaną Comrade Ambassador. Rok później premierę miał kolejny krążek kompilacyjny zespołu pt. Riedkije ziemli, na którym znalazły się wcześniej niepublikowane piosenki nagrane przez grupę na przestrzeni lat.
W kwietniu 2012 roku premierę miała druga anglojęzyczna płyta studyjna Mumij Troll zatytułowana Vladivostok, a kilka miesięcy później – album pt. Mumikam ot Trołlikow. Pospi, Rock-N-Roll, na którym znalazły się nowe wersje wybranych utworów z repertuaru grupy.

### Od 2013:SOS MatrosyiPirackie kopii
Pod koniec sierpnia 2013 roku zespół wydany kolejną płytę studyjną zatytułowaną SOS Matrosy.
W marcu 2014 roku muzycy wzięli udział w sesji nagraniowej dla serwisu iTunes, czego efektem został minialbum pt. iTunes Session, na którym znalazło się sześć utworów, w tym m.in. singiel „Swimming with Sharks”.
W styczniu 2015 roku ukazały się dwie nowe EP-ki muzyków: anglojęzyczna Vitamins, na której znalazły się m.in. single „Swimming with Sharks” oraz „Flow Away”, oraz rosyjskojęzyczna Pirackie kopii, która zwiastowała album długogrający grupy o tym samym tytule wydany trzy miesiące później. Obie płyty promował tytułowy singiel.
W 2022 roku zespół opowiedział się przeciwko rosyjskiej inwazji na Ukrainę, przez co władze odwołały ich wszystkie koncerty.

## Skład
Obecni członkowie
- Ilia Łagutienko (Илья Лагутенко, ur. 16 października 1968) – gitara, śpiew (od 1982)
- Oleg Pungin (Олег Пунгин, ur. 16 listopada 1968) – perkusja (od 1997)
- Aleksander Holenko (Александр Холенко, ur. 8 września 1984) – keyboard (od 2013)
- Artem Kricin (Артём Крицин) – gitara, śpiew (od 2013)
- Paweł Wowk (Павел Вовк) – gitara basowa, fortepian (od 2016)

Byli członkowie
- Jewgienij Zwidionnyj (Евгений «Сдвиг» Звиденный, ur. 11 grudnia 1968) – gitara basowa (od 1997)
- Jurij Caler (Юрий Цалер, ur. 22 maja 1973) – gitara, saksofon, klawisze (1997-2013)
- Władimir Łucenko (Владимир Луценко) – gitara basowa (1983-1997)
- Albert Krasnow (Альберт Краснов) – gitara, klawisze (1983-1997)

## Dyskografia
| - Nowaja łuna apriela (1985) - Delai U-U (1990) - Morskaja (1997) - Ikra (1997) - Toczno rtut ałoe (2000) - Mieamury (2002) - Slijanije i pogłoszczenije (2005) - Amba (2007) - 8 (2008) - Comrade Ambassador (2009) - Vladivostok (2012) - Mumikam ot Trołlikow. Pospi, Rock-N-Roll (2012) - SOS Matrosy (2013) - Pirackie kopii (2015) - Malibu Alibi (2016) - Vostok X Severozapad (2018) - Prizraki zawtra (2020) - Posle zla (2020) | - Szamora. Prawda o Mumijach i Trołlach 1983-1990 (1998) - Real Best (2002) - Grand Collection (2005) - Mtmp3 (2006) - The Best (2014) - Nieobyknowiennyj koncert w Gostinom Dworie (2001) - Rtut ałoe XXI (2002) - Z Nowym Godom, Kroszka! (1998) - iTunes Session (2014) - Vitamins (2015) - Pirackie kopii (2015) |